# Bronisława Szmendziuk
Bronisława Szmendziuk (ur. ?) – polska wszechstronna lekkoatletka, wielokrotna medalistka i mistrzyni Polski.

## Życiorys
Specjalizowała się w biegach sprinterskich; na 60 metrów, 100 m, biegała również w sztafecie 4 × 100 m, a także (4 × 50 m, 4 × 60 m). Uprawiała skok w dal i pchnięcie kulą. Zawodniczka „Pogoni” Lwów.
Na mistrzostwach Polski seniorów na otwartym stadionie zdobyła dziewięć medali w tym; pięć złotych, dwa srebrne oraz dwa brązowe.
Mistrzyni Polski z 1922 w biegu na 60 m, w skoku w dal oraz 3-krotna w biegach sztafetowych:
- 1922 – w sztafecie 4 × 50 m z czasem 32,0 s.[a],
- 1923 – w sztafecie 4 × 60 m z czasem 35,8 s. oraz w sztafecie 4 × 100 m z czasem 58,9 s.[b]

Pierwsza rekordzistka Polski kobiet; w biegu na 60 m – 8,7 s., 100 m – 15,0 s. oraz w skoku w dal – 4,05 m.

## Rekordy życiowe
Podczas mistrzostw Polski w Warszawie (1922) zdobyła trzy złote medale oraz ustanowiła dwa rekordy Polski; w biegu na 60 m (8,7 s.) oraz w skoku w dal (3,93 m).
| Konkurencja        | Data i miejsce             | Wynik    |
| ------------------ | -------------------------- | -------- |
| bieg na 60 metrów  | 30 września 1922, Warszawa | 8,7 (NR) |
| bieg na 100 metrów | 25 sierpnia 1923, Warszawa | 14,2     |
| skok w dal         | 26 sierpnia 1923, Warszawa | 4,09     |
| pchnięcie kulą     | 25 sierpnia 1923, Warszawa | 5,79     |